# Ржевуский, Северин Юзеф
Севери́н Юзеф «Бейдо» Ржеву́ский (пол. Seweryn Józef Rzewuski, ок. 1691 — 1 января 1754) — польский государственный и военный деятель из рода Ржевуских, воевода волынский (1750—1754), рефендарь великий коронный (1738—1750), подчаший великий коронный (1726—1738), староста холмский и любомльский, ротмистр панцерных (1717).

## Биография
Родился около 1691 года в Кристинополе. Представитель польского магнатского рода Ржевуских герба «Крживда». Старший сын Станислава Матеуша Ржевуского.
В 1720 году был маршалком холмского передсеймового сеймика. Был маршалком земли холмской в Дзиковской конфедерации.
В 1732 и 1744 годах избирался холмским послом на Сейм Речи Посполитой. Был послом на сейм в 1733 и 1738 годах от Подольского воеводства.
После смерти отца в 1729 году был владельцем Олесского замка. В 1733 году вместе с женой пригласил в Олеско капуцинов. Рядом с Олесским замком в 1739 году Северин Юзеф Ржевуский начал строительство монастыря капуцинов святого Антония.
Также был фундатором строительства костёла Святого Иосифа в Олеско, в крипте которого от был «необычно пышно» похоронен 21 апреля 1754 года. После закрытия монастыря тела основателя и его супруги были перезахоронены в часовне Распятия Иисуса Христа латинского парафиального костёла Святой Троицы Олеско.

## Награды
В 1736 году награждён орденом Белого Орла.

## Семья
- Отец — Станислав Матеуш Ржевуский (1642—1728).
- Мать — Людвика Куницкая (ок. 1670—1749).
- 1-я жена — Барбарa Шембек (1709—1762), брак в 1726 году (развод).
- 2-я жена — Антонина Потоцкая, брак в 1731 году.
- Брат — Ржевуский, Вацлав Пётр (1705—1779).
- Сестра — Марианна Ржевуская (Потоцкая).
- Сестра — Сабина Ржевуская (Ледоховская).